# Onychognathus walleri
Estorninho-de-waller ou estorninho-da-montanha (Onychognathus walleri) é uma espécie de passeriforme da família Sturnidae.
Pode ser encontrada nos seguintes países: Burundi, Camarões, República Democrática do Congo, Guiné Equatorial, Quénia, Malawi, Nigéria, Ruanda, Sudão, Tanzânia, Uganda e Zâmbia.